# ラッシュ郡 (インディアナ州)

インディアナ州内の位置

ラッシュ郡（Rush County）は、アメリカ合衆国インディアナ州に位置する郡である。人口は17,197人（2025年推計）。郡庁所在地はラッシュビルである。

## 歴史
ラッシュ郡は1822年に設立された。この郡はアメリカ独立宣言に署名したベンジャミン・ラッシュの名を取って命名された。

## 地理
アメリカ合衆国統計局によると、この郡は総面積1,058 km2 (409 mi2) である。このうち1,057 km2 (408 mi2) が陸地で1 km2 (0 mi2) が水地域である。総面積の0.08%が水地域となっている。

### 隣接する郡
- ヘンリー郡  (北)
- ファイエット郡  (東)
- フランクリン郡  (南東)
- ディケーター郡  (南)
- シェルビー郡 (西)
- ハンコック郡 (北西)

## 人口動勢
2000年国勢調査で、この郡は人口18,261人、6,923世帯、及び5,046家族が暮らしている。人口密度は17/km2 (45/mi2) である。7/km2 (18/mi2) の平均的な密度に7,337軒の住居が建っている。この郡の人種的構成は白人97.69%、アフリカン・アメリカン0.60%、先住民0.16%、アジア0.47%、太平洋諸島系0.02%、その他の人種0.25%、及び混血0.82%である。ここの人口の0.50%がヒスパニックまたはラテン系である。
この郡内の住民は26.70%が18歳未満の未成年、18歳以上24歳以下が7.50%、25歳以上44歳以下が28.90%、45歳以上64歳以下が22.20%、及び65歳以上が14.80%にわたっている。中央値年齢は37歳である。女性100人ごとに対して男性は96.60人である。18歳以上の女性100人ごとに対して男性は93.20人である。
この郡の世帯ごとの平均的な収入は38,152米ドルであり、家族ごとの平均的な収入は42,633米ドルである。男性は32,491米ドルに対して女性は22,101米ドルの平均的な収入がある。この郡の一人当たりの収入 (per capita income) は17,997米ドルである。人口の7.30%及び家族の5.50%は貧困線以下である。全人口のうち18歳未満の7.00%及び65歳以上の11.40%は貧困線以下の生活を送っている。

## 都市及び町

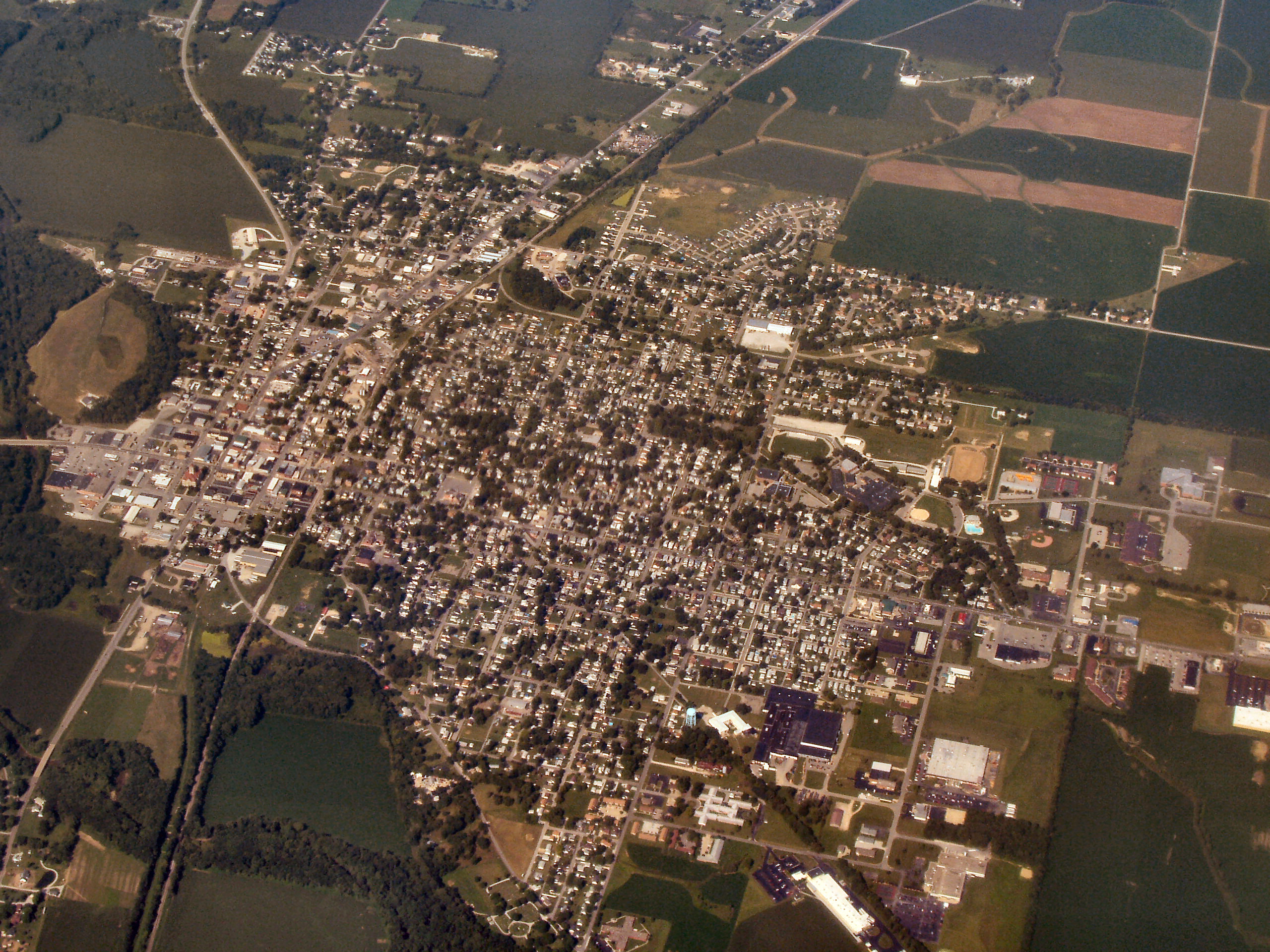
ラッシュビル（上空から）

- ラッシュビル (Rushville)
- Carthage
- Milroy